# 마에다 쇼마
마에다 쇼마(일본어: 前田 翔茉, 2002년 1월 8일~)는 일본의 축구 선수이다.

## 구단 경력
그는 2023년 J2리그의 후지에다 MYFC에 입단했다.